# マリオン・ロス
マリオン・ロス（Marion Ross,  1928年10月25日 - ）は、アメリカ合衆国の女優である。

## 来歴
1928年、ミネソタ州カーバー郡に生まれる。もともとは、「マリアン」という名前だったが、13歳の時に見た目が「Marion」の方が見栄えするという理由からマリオンへ改名した。地元の高校へ進学するが、少ししてオペアとして同州のミネアポリスへ移り住み、同時にマクフェイル・センター・オブ・アートで演劇を学びつつ、同地区の高校へ通った。卒業する前に一家がカリフォルニア州サンディエゴへ引っ越すことになり、ロスも一緒にサンディエゴへ渡り、そこで高校を卒業した。卒業後はサンディエゴ州立大学へ進学。学内では学生演劇に参加し、1950年に卒業した後は演劇のサマーセッションへ参加。在籍中に彼女の演技能力が公私の目に留まって、1953年に映画『女性よ永遠に』で女優デビューを果たした。
女優デビュー後は、映画やテレビドラマの両方でキャリアを積み、駆け出しの頃はジェームズ・ステュアート主演の『グレン・ミラー物語』やビリー・ワイルダー監督でハンフリー・ボガート、オードリー・ヘプバーン主演の『麗しのサブリナ』などへも出演している。特に出演作品で知られているのは、1974年から1984年までレギュラーキャストとして出演したテレビドラマシリーズの『ハッピーデイズ』で、作中ではロン・ハワード演じる主人公リッチーの母親で、トム・ボズリ演じるハワード・カニンガムの妻を演じた。作品自体も高い人気を博して、マリオン自身も1979年と1984年にプライムタイム・エミー賞の助演女優賞にノミネートされている。またこれまでの女優としての功績が称えられ、2001年にはハリウッド・ウォーク・オブ・フェームの星が授与された。

## 出演作品

### 映画
- 女性よ永遠に Forever Female (1953)
- グレン・ミラー物語 The Glenn Miller Story (1954)
- Secret of the Incas (1954)
- 殺人者はバッヂをつけていた Pushover (1954)
- 麗しのサブリナ Sabrina (1954)
- The Proud and Profane (1956)
- 炎の人ゴッホ Lust for Life (1956)
- The Best Things in Life Are Free (1956)
- 誇りと冒涜 The Proud and Profane (1956)
- 八十日間世界一周 Around the World in 80 Days (1956)
- リジー Lizzie (1957)
- God Is My Partner (1957)
- 先生のお気に入り Teacher's Pet (1958)
- Some Came Running (1958)
- ビッグ・サーカス The Big Circus (1959)
- それはキッスで始まった It Started with a Kiss (1959)
- Operation Petticoat (1959)
- Blueprint for Robbery (1961)
- 生きていた妻ナンシー Any Second Now (1969)
- 大空港 Airport (1970)
- 地球爆破作戦 Colossus: The Forbin Project (1970)
- Honky (1971)
- バニシングIN TURBO Grand Theft Auto (1977)
- 青春のモザイク Survival of Dana (1979)
- 夕べの星 The Evening Star (1996)
- The Last Best Sunday (1999)
- 淑女にノックアウト! Ladies and the Champ (2001)
- ディッキー・ロバーツ 俺は元子役スター Dickie Roberts: Former Child Star (2003)
- Music Within (2007)
- Smiley Face (2007)
- スーパーヒーロームービー!! -最'笑'超人列伝- Superhero Movie (2008)
- Flower Girl (2009)
- Dear Dracula (2012)
- Heebie Jeebies (2013)
- Sweet Surrender (2014)
- A Reason (2014)
- Signed, Sealed, Delivered for Christmas (2014)

### テレビドラマ
- Life with Father (1953)
- ローン・レンジャー The Lone Ranger (1954)
- ザ・ミリオネア The Millionaire (1956)
- 探偵記者ウィンチェル The Walter Winchell File (1958)
- The Thin Man (1958)
- 私立探偵マイク・ハマー Mike Hammer (1958)
- Buckskin (1958)
- ジェット・ファイター Steve Canyon (1958)
- ペリー・メイスン Perry Mason (1959)
- シカゴ特捜隊M M Squad (1959)
- アンタッチャブル The Untouchables (1959)
- ジス・マン・ドーソン This Man Dawson (1960)
- ジェネラル・エレクトリック・シアター General Electric Theater (1960)
- パパは何でも知っている Father Knows Best (1960)
- 私立探偵フィリップ・マーロウ Philip Marlowe (1960)
- Markham (1960)
- 探偵兄弟ブラナガン The Brothers Brannagan (1960)
- 特捜官ニック・ケイン Cain's Hundred (1962)
- ローハイド Rawhide (1962)
- ルート66 Route 66 (1962, 1963)
- ドクター・キルデア Dr. Kildare (1963)
- イレブンス・アワー The Eleventh Hour (1963)
- アウター・リミッツ The Outer Limits (1964)
- ミスター・ノバック Mr. Novak (1964)
- 逃亡者 The Fugitive (1965)
- 特捜刑事サム Felony Squad (1968)
- 鬼警部アイアンサイド Ironside (1968, 1971, 1972)
- ゆかいなブレディー家 The Brady Bunch (1969)
- ハワイ5-0 Hawaii Five-O (1969, 1971)
- マニックス Mannix (1969, 1971, 1973)
- モッズ特捜隊 The Mod Squad (1970)
- スパイ大作戦 Mission: Impossible (1971)
- 秘密捜査官オハラ O'Hara, U.S. Treasury (1971)
- 恋愛専科/アメリカ式愛のテクニック Love, American Style (1972)
- ドクター・ウェルビー Marcus Welby, M.D. (1972, 1973)
- 弁護士ペトロチェリー Petrocelli (1975, 1976)
- サンフランシスコ捜査線 The Streets of San Francisco (1976)
- 真珠湾 Pearl (1978)
- ハッピーデイズ Happy Days (1974 - 1984)
- ラブ・ボート The Love Boat (1978 - 1987)
- ファンタジー・アイランド Fantasy Island (1984)
- ナイトコート Night Court (1987)
- 新・ヒッチコック劇場 Alfred Hitchcock Presents (1987)
- 冒険野郎マクガイバー MacGyver (1990)
- ブルックリン・ブリッジ Brooklyn Bridge (1991 - 1993)
- ドリームオン Dream On (1993)
- ロビン・フッド Robin's Hoods (1994)
- プロミスト・ランド Promised Land (1996)
- アーリー・エディション Early Edition (1997)
- ドリュー・ケリーDEショー The Drew Carey Show (1997 - 2004)
- ザット'70sショー That '70s Show (1998 - 1999)
- ギルモア・ガールズ Gilmore Girls (2001 - 2005)
- ブラザーズ&シスターズ Brothers & Sisters (2007 - 2010)
- The New Adventures of Old Christine (2009)
- ナース・ジャッキー Nurse Jackie (2010)
- グレイズ・アナトミー 恋の解剖学 Grey's Anatomy (2010)
- チルドレンズホスピタル Childrens Hospital (2010)
- ザ・ミドル 中流家族のフツーの幸せ The Middle (2013)
- Anger Management (2013)
- MAJOR CRIMES〜重大犯罪課 Major Crimes (2013)
- チャーリー・シーンのハーパー★ボーイズ Two and a Half Men (2014)
- Hot in Cleveland (2014)
- Home & Family (2014)
- Chasing Life (2014)

### テレビアニメ
- スーパーマン Superman (1997)
- The Wild Thornberrys (2000)
- スポンジ・ボブ Sponge Bob (2001 - 2011)
- キング・オブ・ザ・ヒル King of the Hill (2004)
- ファミリー・ガイ Family Guy (2005)
- おたすけマニー Handy Manny (2006 - 2012)
- ブーンドックス The Boondocks (2007, 2008, 2010)
- スクービー・ドゥー Scooby-Doo! Mystery Incorporated (2010)
- ジェネレーター・レックス Generator Rex (2011)

### ビデオゲーム
- SpongeBob SquarePants: Employee of the Month (2002)
- Madagascar: Escape 2 Africa (2008)